# Backusella lamprospora
Backusella lamprospora är en svampart som först beskrevs av Lendn., och fick sitt nu gällande namn av Benny & R.K. Benj. 1975. Backusella lamprospora ingår i släktet Backusella och familjen Mucoraceae.   Inga underarter finns listade i Catalogue of Life.